# Oleg Tsekov
Ne doit pas être confondu avec Oleg Tsokov.
Oleg Moussovitch Tsekov (en russe : Олег Муссович Цеков), né le 17 novembre 1966 à Tcheliabinsk, est un lieutenant général russe qui a servi comme commandant de la 74e brigade de fusiliers motorisés de la Garde de la fédération de Russie.

## Biographie
Oleg Tsekov commandait de 2018 à 2020 la 5e armée, en 2020 il devenait chef adjoint de l'Académie interarmes des forces armées de la fédération de Russie, il était présent lors du bombardement du quartier général de la flotte de la mer Noire en tant que commandant de la 200e brigade de fusiliers motorisés de la Garde.